# Pompeo Gabrielli
Pompeo Gabrielli (Roma, 22 agosto 1780 – Roma, 28 marzo 1861) è stato un militare e politico italiano.
È stato il primo laico a far parte del governo dello Stato Pontificio.

## Biografia

Stemma di famiglia

Il padre era Pietro Gabrielli, II principe di Prossedi e la madre era Camilla Riario Sforza. Nel 1798 Pietro aveva dovuto firmare, su incarico di Pio VI, la resa dello Stato della Chiesa alle truppe del generale Berthier. In seguito, durante l'annessione di Roma all'Impero francese, ricoprì la carica di maire adjoint della città. Il fratello di Pietro era il cardinale Giulio Gabrielli, che fu Segretario di Stato di Pio VII.

### Primi anni e carriera militare
Pompeo Gabrielli era nato a Roma. Dopo aver completato gli studi nel Convitto Tolomei di Siena, entrò nel 1801 nella Guardia nobile, costituita da poco, e nel 1805 passò a un reggimento di cavalleria. Nel febbraio del 1808 resistette all'occupazione francese di Roma e per questo fu arrestato per decreto del generale Miollis e rinchiuso a Castel Sant'Angelo.
Tuttavia poco dopo entrò nell'esercito napoleonico come ufficiale di cavalleria della Garde impériale. Partecipò alle guerre napoleoniche, in particolare combatté in Austria a Wagram, partecipò alla campagna di Russia, dove ricevette la Légion d'Honneur da Napoleone. Combatté anche in Germania alla battaglia di Lipsia, dove fu ferito, e infine alla battaglia di Waterloo.
Nuovamente a Roma in seguito alla sconfitta di Napoleone e alla Restaurazione, rientrò nell'esercito pontificio come ufficiale di cavalleria e fu impiegato in compiti di polizia nelle legazioni pontificie di Ferrara, Bologna e di Romagna, dove era in crescita la Carboneria. Nel 1825 divenne responsabile, con il grado di colonnello dei Dragoni, di tutte le forze militari che erano nelle Legazioni, ma evitò di prendere misure troppo severe, cercando invece di ottenere la pacificazione con mezzi diplomatici. Nel 1832 fu promosso generale e assegnato a compiti amministrativi; nel 1841 fu messo a capo della Guardia civica di Roma.

### Carriera politica

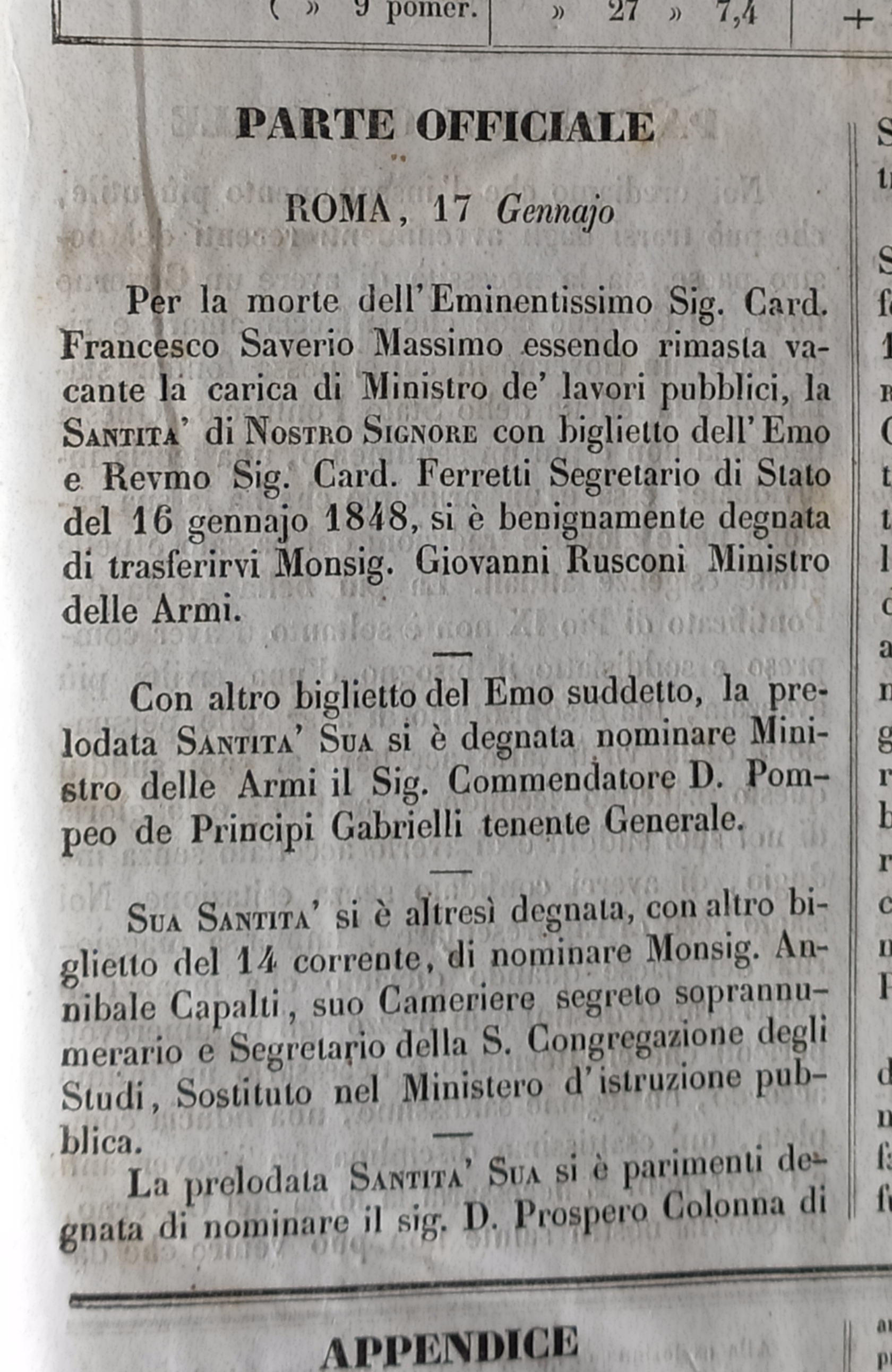
L'annuncio della nomina a ministro delle Armi sulla Gazzetta di Roma del 1848

Il 16 gennaio 1848, come conseguenza del desiderio di Pio IX di riformare le istituzioni dello Stato pontificio, Pompeo Gabrielli venne nominato Ministro delle Armi nel governo del cardinale Gabriele Ferretti. Fu il primo ministro laico di un governo dello Stato pontificio, e la sua nomina faceva parte delle aperture verso i settori più liberali delle società italiana. L'incarico fu confermato, pochi giorni dopo, anche dal successore di Ferretti, il cardinale Giuseppe Bofondi, il primo febbraio. Prestò servizio fino al 10 marzo 1848, quando gli successe il principe Camillo Aldobrandini. Tra i fattori che contribuirono alla sua nomina si può citare la considerazione che aveva manifestato punti di vista "moderni" prestando servizio sotto Napoleone in gioventù, ma aveva anche mostrato capacità e lealtà verso il Papa dopo la Restaurazione. DBI
Con la proclamazione della Repubblica Romana nel 1849 si ritirò dalla vita pubblica a Frascati. Nel 1850 diede il bentornato a Pio IX e lo accompagnò dai confini dello Stato pontificio fino alla residenza papale al palazzo del Quirinale.
Progressivamente deluso dalle politiche conservatrici e repressive adottate dal governo pontificio, fu tuttavia nominato nel 1851 tra i nobili del Senato romano. Dedicò i suoi ultimi anni a opere di carità. Lasciò le sue proprietà al nipote Placido Gabrielli, unico figlio del fratello Mario e della principessa Carlotta Bonaparte, figlia di Luciano Bonaparte e della prima moglie Christine Boyer.

## Opere
- Regolamento concernente il servizio interno, la polizia e la disciplina della truppa pontificia a cavallo. Roma, 1817
- Ristretto dell’istruzione teorica sopra l’esercizio e la manovra della truppa a cavallo. Roma, 1830
- Istruzione cristiana ad uso degli individui del reggimento de’ dragoni pontificii. Roma, 1830